# Мартюхино (Вологодская область)
Мартюхино — деревня в Кадуйском районе Вологодской области.
Входит в состав Никольского сельского поселения (до 2015 года входила в Андроновское сельское поселение), с точки зрения административно-территориального деления — в Андроновский сельсовет.
Расположена на левом берегу реки Амбуй (приток Шулмы). Расстояние по автодороге до районного центра Кадуя — 39 км, до центра сельсовета деревни Андроново — 1 км. Ближайшие населённые пункты — Андроново, Новинка, Панюково, Семенская.
По переписи 2002 года население — 2 человека.